# Sena Irie
Sena Irie (japanisch 入江 聖奈; * 9. Oktober 2000 in Yonago) ist eine japanische Boxerin. Sie gewann bei den Olympischen Sommerspielen 2020 in Tokio die Goldmedaille im Federgewicht.

## Erfolge
Im März 2020 nahm sie an der asiatischen Olympiaqualifikation in Amman teil und sicherte sich mit Siegen gegen Amy Andrew, Nesthy Petecio und Im Ae-ji einen Startplatz bei den 2021 in Tokio ausgetragenen Olympischen Spielen. Zusammen mit der im Fliegengewicht qualifizierten Tsukimi Namiki konnten sich erstmals in der olympischen Geschichte japanische Boxerinnen für Olympia qualifizieren.
Bei den Spielen selbst gewann Irie gegen Yamileth Solorzano aus El Salvador, Khouloud Moulahi aus Tunesien, Maria Nechita aus Rumänien, Karriss Artingstall aus Großbritannien und im Finale gegen Nesthy Petecio. Es handelte sich um die erste olympische Goldmedaille eines Sportlers oder einer Sportlerin aus der Präfektur Tottori, um den ersten Olympiasieg einer japanischen Boxerin überhaupt und um den erst dritten Olympiasieg Japans in dieser Sportart nach Takao Sakurai (Bantamgewicht 1964) und Ryōta Murata (Mittelgewicht 2012).
2022 gewann sie die Silbermedaille im Federgewicht bei der Asienmeisterschaft in Amman.

### Weitere Ergebnisse
- Oktober 2019: 5. Platz im Federgewicht bei den Weltmeisterschaften[6]
- April 2019: 5. Platz im Federgewicht bei den Asienmeisterschaften[7]
- August 2018: 3. Platz im Federgewicht bei den Jugend-Weltmeisterschaften[8]
- April 2018: 3. Platz im Federgewicht bei den Jugend-Asienmeisterschaften[9]
- November 2017: 3. Platz im Bantamgewicht bei den Jugend-Weltmeisterschaften[10]